# Antoni Vallespinosa i Català
Antoni Vallespinosa i Català (Valls, 7 d'octubre de 1833 – Londres, 13 de setembre de 1887) va ser un religiós català que, després d'iniciar-se en el catolicisme, es convertí al protestantisme, esdevenint una figura clau en la introducció i difusió d'aquest corrent religiós a Catalunya durant el segle XIX. Fundador de la comunitat que donaria lloc a l’Església Protestant Sant Pau de Barcelona, considerada la més antiga de la ciutat, també destacà per la seva tasca com a editor, escriptor i promotor de l’educació popular.

## Context històric
L'activitat de Vallespinosa s'inscriu en el context de la introducció del protestantisme a Espanya després de la Revolució de 1868, que va permetre una breu etapa de llibertat religiosa. Aquest moment fou clau per a la fundació de diverses comunitats evangèliques, especialment a Catalunya, on hi havia un interès creixent per moviments reformats procedents d'Europa i el món anglosaxó.

## Biografia i formació
Nascut a Valls (Alt Camp), Antoni Vallespinosa mostrà des de ben jove una inclinació cap als estudis religiosos. Acollit pels frares caputxins, aprengué música i llatí, i posteriorment ingressà als seminaris de Tarragona, Barcelona, Vic i Tortosa. L'any 1861, fou ordenat sotsdiaca pel bisbe Josep Domènec Costa i Borràs. No obstant això, començà a experimentar dubtes doctrinals sobre dogmes com la infal·libilitat papal, la transsubstanciació i el culte marià, fets que el portaren a allunyar-se progressivament del catolicisme.
El seu interès pel protestantisme s’inicià a través de la lectura d'opuscles evangèlics que arribaven a Barcelona a través de mariners anglesos. Fascinat per aquest corrent, decidí viatjar a Gibraltar, on entrà en contacte amb Francesc de Paula Ruet i Pablo Sánchez. Posteriorment, ingressà al col·legi anglicà Saint Aidan's de Birkenhead (Anglaterra), on es preparà per al ministeri i aprengué anglès. Fou ordenat diaca el 28 d’octubre de 1865 pel bisbe anglicà de Gibraltar.

## Activitat evangelitzadora a Catalunya
El 14 de novembre de 1868, Vallespinosa arribà a Barcelona i inicià una intensa tasca evangelitzadora. Les primeres reunions es dugueren a terme al taller del bronzista Joan Briansó, i aviat començà a predicar en espais més amplis com el carrer de la Riereta. El Diumenge de Rams de 1869 tingué lloc el primer culte protestant públic a la ciutat.
Fundà una Associació Protestante amb més de 700 membres, i la seva congregació arribà a tenir gairebé 900 membres. Organitzà conferències, distribuí llibres evangèlics i publicà fullets doctrinals. Aquest fort impuls inicial consolidà la base de l'actual Església Protestant Sant Pau, la qual adoptà el seu nom de la capella del carrer de Sant Pau.

## Compromís social i educatiu
Una part fonamental del seu ministeri fou el seu compromís amb l’educació i la promoció social. Seguint l’exemple del protestantisme europeu, Vallespinosa defensava l’ensenyament gratuït per a infants de famílies obreres i l’accés a la Bíblia en llengua comprensible. Promogué la creació d’escoles evangèliques a Barcelona, tot fomentant l’educació moral i bíblica com a mitjà de transformació social. L’escola protestant esdevingué una alternativa pedagògica als plantejaments dogmàtics del sistema catòlic tradicional.

## Final del ministeri i llegat
El 1871, a causa de problemes de salut i tensions amb el bisbe de Gibraltar, Vallespinosa deixà el pastorat i es traslladà a Londres. Deixà la comunitat en mans del pastor suís Alexander Louis Empaytaz, qui n'exercí el lideratge fins al 1907. Durant el seu breu ministeri, Vallespinosa consolidà una església dinàmica i arrelada a la ciutat.
A Londres escriví les seves Memorias de un protestante español, publicades pòstumament entre 1930 i 1932, i fundà el periòdic El Eco Protestante (1869), considerat el primer mitjà protestant publicat a Espanya. Morí a Londres el 13 de setembre de 1887.
El llibret commemoratiu dels 80 anys de l’Església Protestant Sant Pau (1948) el descriu com: «bon teòleg, orador fàcil, home fervent i enèrgic, amb una obra ben cimentada».

## Pensament i estil evangelitzador
Vallespinosa era un orador persuasiu, apassionat per la difusió del missatge evangèlic. Va prioritzar l’evangelització directa, la formació de comunitats locals, l’educació popular i la distribució de literatura. Defensava una espiritualitat centrada en la gràcia, la llibertat de consciència i el compromís social.

## Obra
- El Eco Protestante (1869): primer periòdic protestant publicat a Espanya.[8]
- Memorias de un protestante español: autobiografia espiritual publicada entre 1930 i 1932 a la revista España Evangélica.[5]